# BDŽ-Baureihe 01

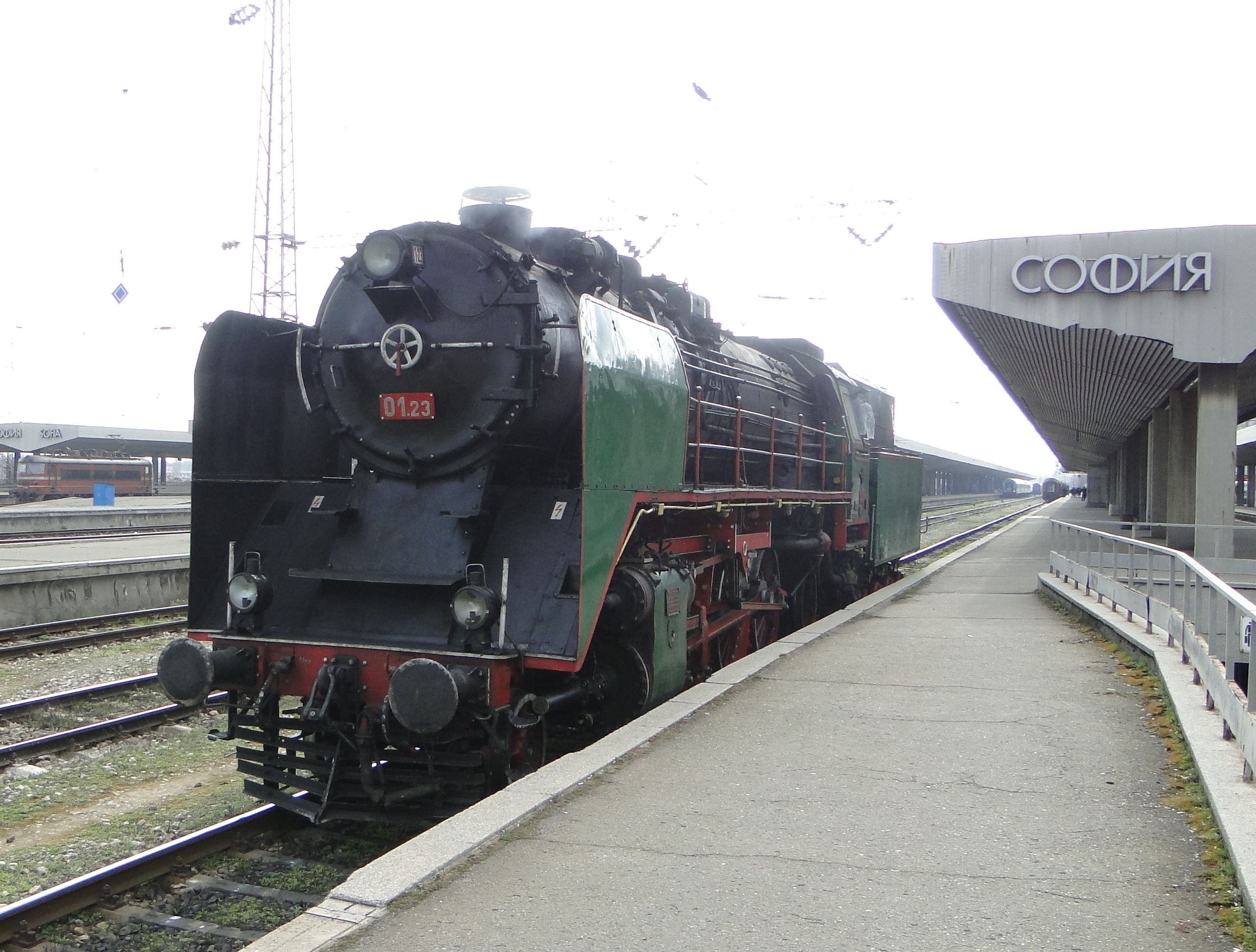
01.23 (Baujahr 1935, SLM-Nr. 3588) im Bahnhof von Sofia, 2011

Die Dampflokomotiven der BDŽ-Baureihe 01 waren Schnellzuglokomotiven der bulgarischen Staatsbahn BDŽ, die ab 1931 beschafft wurden. Die Schlepptenderlokomotiven mit der Achsfolge 1’D1’, auch als Mikado bezeichnet, waren die ersten Lokomotiven, die im Rahmen des Einheitsprogramms. Der Bau erfolgte in verschiedenen Lokomotivfabriken in Deutschland, Polen und der Schweiz. Die in der Schweiz gebauten Lokomotiven wurden im Rahmen eines Tauschgeschäfts mit bulgarischem Tabak bezahlt und erhielten dort den Spitznamen Tabakloks.

## Geschichte

### Bau

#### Entwicklung und Vorserie
Ende der 1920er Jahre entschloss sich die BDŽ, ihre zukünftig zu beschaffenden Lokomotiven an den Baugrundsätzen der Einheitsdampflokomotiven der Deutschen Reichsbahn zu orientieren. Die Beschaffung umfasste die Schnellzuglokomotiven der Baureihe 01 mit zwei Zylinder-Triebwerk sowie der Baureihe 02 mit Dreizylinder-Triebwerk, die Personenzuglokomotiven der Baureihe 10 und die Tenderlokomotive der Baureihe 46. Da in Bulgarien kein Hersteller von Dampflokomotiven existierte, wurden alle Lokomotiven in verschiedenen europäischen, vorwiegend aber deutschen Fabriken entworfen und konstruiert.
Die spätere Baureihe 01 wurde als erste Baureihe nach den neuen Baugrundsätzen konstruiert und beschafft. Bei Hanomag in Hannover wurden die ersten drei Exemplare gebaut, die mit den Fabriknummern 10678 bis 10680 abgeliefert wurden und mit den Nummern 8.002 bis 8.004 in Betrieb gingen. Die Nummer 8.001 war bereits durch eine 1912 von Henschel gebaute 1'D-Schlepptenderlokomotive der Reihe 8.01 besetzt, die 1928 nach einem größeren Unfall mit einer Nachlaufachse zur 1'D1' umgebaut worden war. Ab 1936 wurde sie zur einzigen Lokomotive der Baureihe 17.

#### Serienlieferung
Bereits ein Jahr später erhielt die BDŽ die ersten Serienlieferungen. Nachdem Hanomag im Zuge der Weltwirtschaftskrise den Lokomotivbau aufgegeben hatte, erhielt der polnische Hersteller Fablok seinen ersten Exportauftrag. Im Jahr 1931 wurden mit den Fabriknummern 455 bis 464 insgesamt zehn Lokomotiven aus Chrzanów geliefert. Diese wurden unter den Nummern 8.005 bis 8.0014 eingereiht und ab 1936 als 01.04 bis 01.13 bezeichnet. Im Unterschied zur Vorserie erhielten die Lokomotiven einen etwas längeren Schlepptender, der ein größeres Fassungsvermögen für Wasser und Kohle hatte.
Weitere Lokomotiven wurden 1935 nach Bulgarien geliefert, wobei die insgesamt 10 Lokomotiven von drei weitere Herstellern stammten. Borsig und Henschel lieferten je zwei Exemplare, die bereits gemäß dem neuen Nummernsystem der BDŽ als 01.14 und 01.15 (Borsig-Fabriknummern 14565 und 14566) sowie 01.16 und 01.17 (Henschel-Fabriknummern 22598 und 22599) bezeichnet wurden.
Besonders bemerkenswert war der dritte Hersteller, die Schweizerische Lokomotiv- und Maschinenfabrik (SLM) in Winterthur. Sie hatte ihre letzten Dampfloklieferungen an die SBB bereits 1917 mit der SBB C 5/6 abgeschlossen und seither überwiegend Elektrolokomotiven gebaut. Im Rahmen eines Clearingabkommens zwischen der Schweiz und dem Königreich Bulgarien wurde die Lieferung der sechs Lokomotiven durch SLM mit der Lieferung bulgarischen Tabaks verrechnet. Daher erhielten die Lokomotiven daher den Spitznamen Tabakloks. Schweizer Tabakhändler warben mit Plakaten für Zigaretten aus Orient-Tabaken, auf denen eine der Lokomotiven abgebildet war. Allerdings ist nicht sicher, ob die Tabaklieferung jemals in der Schweiz eingetroffen ist. Die Lokomotiven der Baureihe 01 war zudem die größten jemals in der Schweiz gebauten Dampflokomotiven.

#### Überarbeitung des Einheitslokprogramms
Das Einheitslokprogramm der BDŽ wurde 1939 überarbeitet und endgültig festgelegt. Darin fanden weder die Baureihe 01 noch ihre Drillingsvariante 02 Berücksichtigung. Als Nachfolger für den Schnellzugverkehr waren die 2’D1’-Schlepptenderlokomotiven der BDŽ-Baureihe 03 sowie die 2’C1’-Schlepptenderlokomotiven der BDŽ-Baureihe 05 vorgesehen. Aufgrund der Umstände des Zweiten Weltkriegs wurden jedoch von den Reihen 03 und 05 nur noch wenige Exemplare gebaut.

### Betrieb
Die Lokomotiven kamen ab 1930 vor den wichtigsten Schnellzügen der BDŽ zum Einsatz, darunter auch vor dem Orient-Express. Ab 1934 wurden außerdem fünf Exemplare der BDŽ-Baureihe 02, der Drillingsvariante der 01, beschafft, die ebenfalls den Orient-Express bespannten.
Alle 23 Lokomotiven der Baureihe 01 überstanden den Zweiten Weltkrieg und wurden nach 1945 von der BDŽ weiterhin auf ihren Hauptstrecken eingesetzt. Ab etwa 1950 wurde ein Teil der Lokomotiven mit Masut befeuert. Sie bespannten zuletzt Schnell- und Personenzüge auf der Hauptstrecke in Richtung Türkei zwischen Plowdiw und Svilengrad. Bis 1979 wurde die Baureihe ausgemustert.

### Erhaltene Lokomotiven
Einige Exemplare der Baureihe sind erhalten geblieben, da sie nach der Ausmusterung als strategische Reserve in Asenowo in der Nähe von Gorna Orjachowiza hinterstellt wurden. Aus der Lieferung der SLM sind zwei Lokomotiven außerhalb dieses Standorts erhalten. Die 01.23 gehört seit 1988 als betriebsfähige betriebsfähige historische Lokomotive zum Bestand der BDŽ, während die 01.22 im Jahr 2006 in die Schweiz zurückgebracht wurde, um dort betriebsfähig aufgearbeitet zu werden. Diese Lokomotive gehört einem Privatmann und stand bis 2012 bei der Vapeur Val-de-Travers in St. Sulpice. Seitdem ist sie im Dampflok-Depot Full in Full-Reuenthal, wo sich auch die betriebsfähige SNCF 241.A.65 befindet. Die Webseite des Projekts hat seit 2017 kein Update mehr erhalten.

## Technik
Die Technik der Baureihen 01, 02 und 10 und 46 orientierte sich an der Einheitsdampflokomotiven der Deutschen Reichsbahn. Wesentliche Elemente dieser Baureihen waren der Verzicht auf die bislang für bulgarische Lokomotiven typische Verbunddampfmaschine zugunsten einfacherer Zwillings- und Drillingsbauarten sowie weitgehend vereinheitlichte Kesselbauarten und Armaturen. Spezifische Anforderungen des Betriebs in Bulgarien wurden dabei berücksichtigt, so erhielten die bulgarischen Lokomotiven im Vergleich mit deutschen Einheitsbaureihen wesentlich größere Rostflächen, um die dortige Steinkohle mit relativ geringem Heizwert verwenden zu können.
Obwohl die ersten Lokomotiven von Hanomag gefertigt wurden, bleibt unklar, ob die Baureihe 01 tatsächlich von diesem Hersteller entworfen wurde, auch wenn Hanomag bereits mehrfach Lokomotiven für Bulgarien geliefert hatte. Gelegentlich wird auch Schwartzkopff als Konstrukteur in Betracht gezogen. Den Baugrundsätze entsprechend waren der Kessel und sowie viele andere Teile baugleich mit den BDŽ-Baureihen 02, 10 und 46.